# 高城佑太
高城 佑太（たかぎ ゆうた、1993年10月21日 - ）は、元ラグビーユニオン選手。

## 略歴
5歳から、盛岡ラグビースクールでラグビーを始めた。
2012年、盛岡工業高校卒業後、関東学院大学に入学する。
2015年、関東学院大学ラグビー部の主将に就任し、4年ぶりとなる関東大学ラグビーリーグ戦グループ1部昇格に貢献した。
2016年、関東学院大学卒業後、パナソニック ワイルドナイツに加入。
2020年2月22日にジャパンラグビートップリーグ第6節NTTドコモレッドハリケーンズ戦に途中出場で公式戦初出場を果たす。
2023年6月、ニュージーランド・ランギオラに短期留学。
2025年6月、ジャパンラグビーリーグワンの埼玉パナソニックワイルドナイツを退団し、選手引退した。